# Klerksdorp

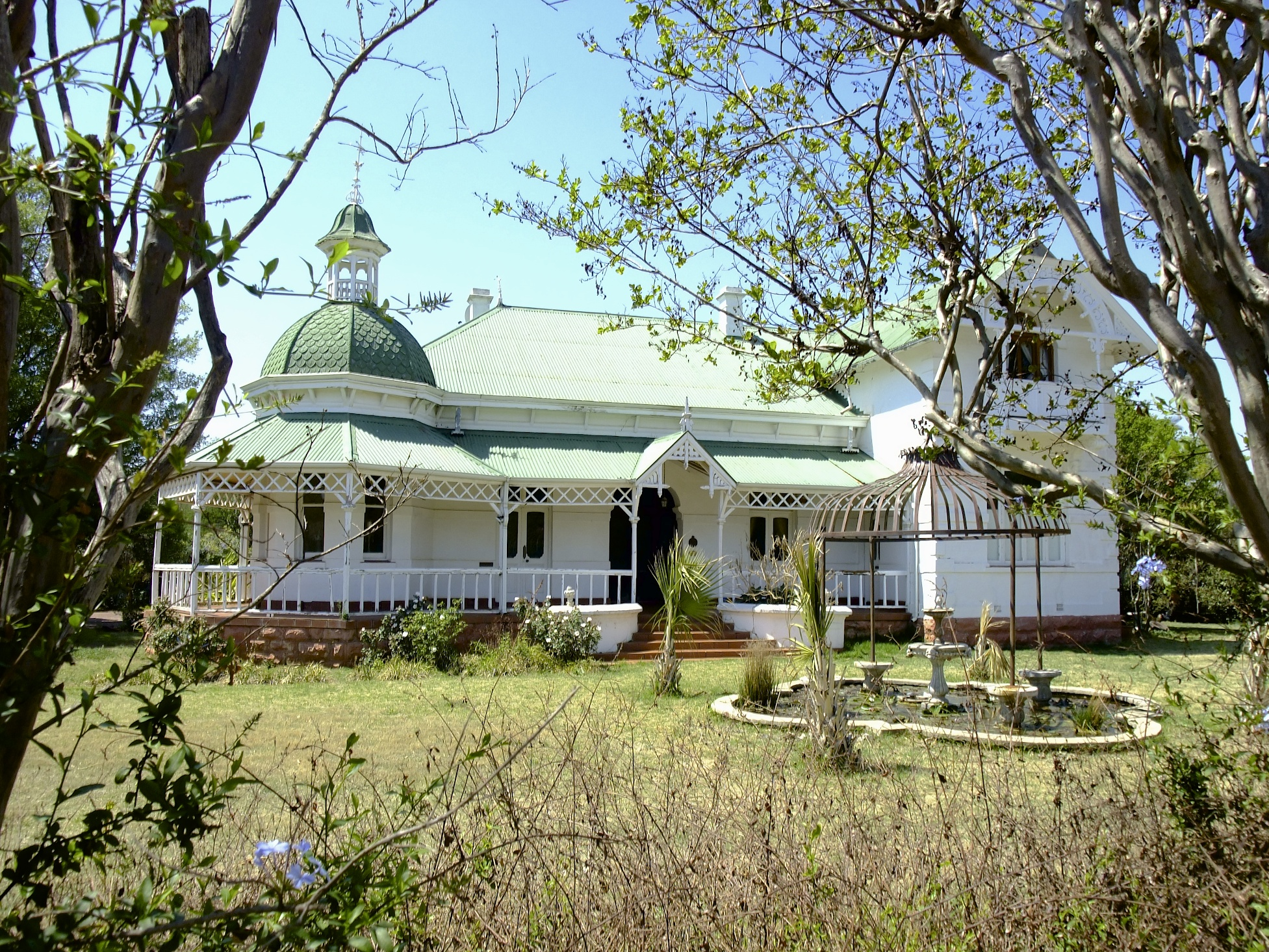
Villa Fountain à Klerksdorp

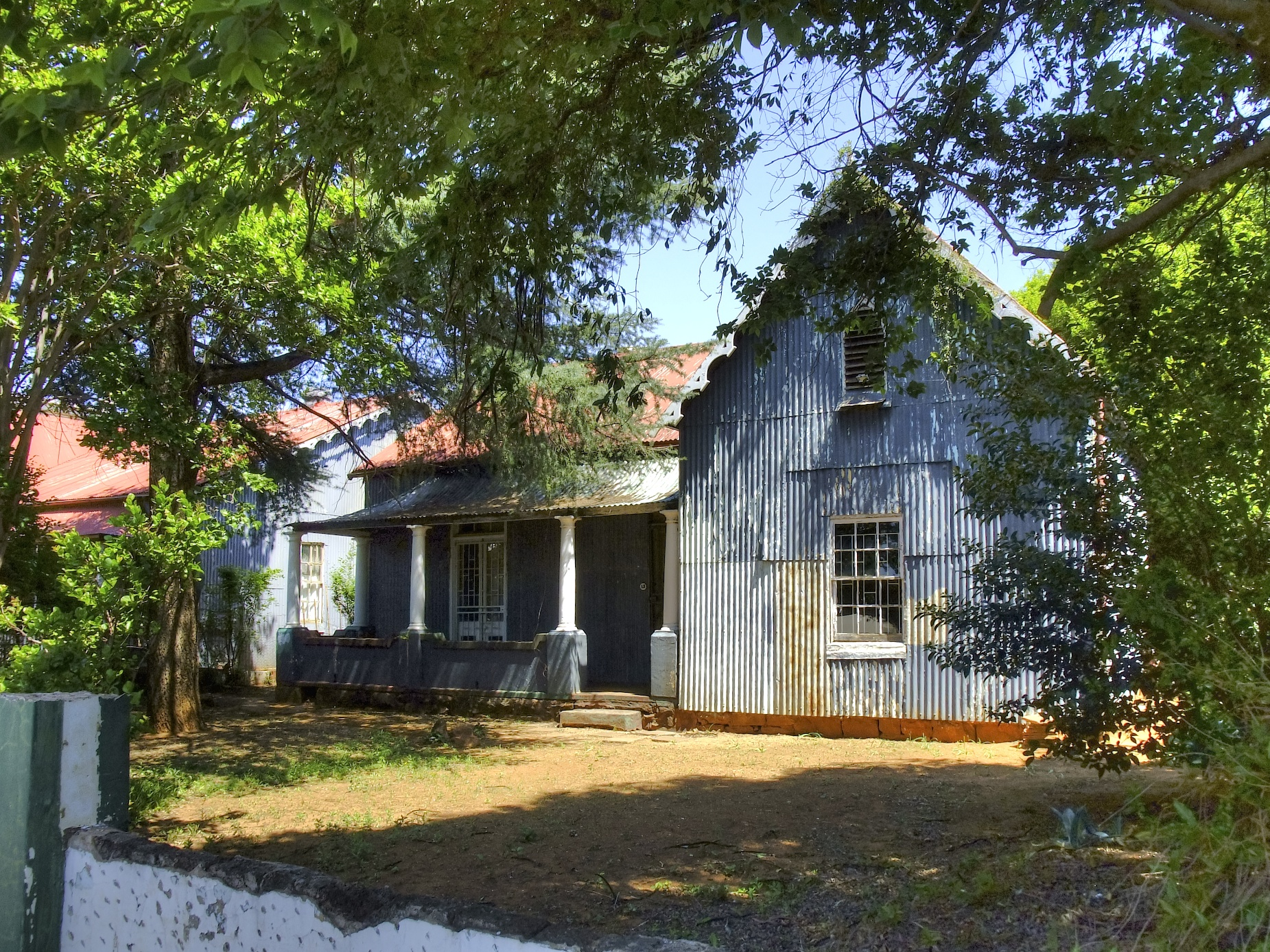
Maison de bois et de fer sur Convent Avenue

Klerksdorp est une ville d'Afrique du Sud située dans la province du nord-ouest dans l'ouest de l'ancienne province du Transvaal. Elle est également la capitale du district du Dr Kenneth Kaunda.

## Historique
La ville de Klerksdorp fut fondée sur les rives de la Schoonspruit en 1837 par des Voortrekkers. La ville porte le nom de Jacob de Clerq, premier magistrat de la localité.
En 1886, la découverte d'or dans la région de Klerksdorp transforme provisoirement la petite ville agricole en centre aurifère urbain attirant des milliers de prospecteurs.
Les difficultés d'extraction provoquent néanmoins, dès la fin des années 1890, le déclin économique de la ville, bien que celle-ci soit reliée dès 1897 par le chemin de fer.
Les environs de la ville sont le théâtre, entre 1899 et 1902, des champs de bataille de la seconde guerre des Boers, où s'illustrent Koos de la Rey notamment lors de la bataille d'Ysterspruit. Les Britanniques y construisent aussi un camp de concentration où meurent de malnutrition et de maladies plusieurs milliers de femmes et enfants boers.
La ville connaît une nouvelle prospérité économique à partir des années 1930 grâce aux grandes compagnies minières. L'or et l'uranium sont les principaux gisements exploités.
En 2000, la zone urbaine de Klerksdorp est amalgamée avec les communes de Orkney, Kanana, Jouberton, Stilfontein, Khuma, Hartebeesfontein et Tigane dans une nouvelle région administrative de 350 000 habitants appelée Matlosana depuis 2007.
La municipalité locale de Matlosana comprend plus de 60 % des habitants du district régional du sud. Celui-ci se compose également des municipalités locales de Potchefstroom, Ventersdorp, Maquassi Hills et Merafong. Les deux entités administratives sont politiquement dominées par le congrès national africain.
Avec Rustenburg, Klerksdorp constitue l'un des centres économiques et agricoles de toute la province du Nord-Ouest.

## Lieux touristisques
- Le musée de la ville, situé dans une ancienne prison bâtie en 1891.
- La réserve naturelle Faan Meintjies.
- L'église réformée (1898), la Nederduitch Hervormde Church et son musée (1866).
- L'ancien cimetière où reposent des soldats et des civils morts durant la guerre des Boers.

## Odonymie
L'odonymie locale a légèrement évolué au milieu des années 2000 afin de célébrer les personnalités de la lutte contre l'apartheid.
| Ancien nom de rues              | Nouveaux noms              |
| ------------------------------- | -------------------------- |
| Church street                   | Oliver Tambo               |
| Brady Avenue                    | Yusuf Dadoo                |
| Main Reef                       | Joe Slovo                  |
| Trens Erasmus                   | Bishop Ndwandwe            |
| Pretoria Street                 | Bram Fischer               |
| Sport Street                    | Dorah Tamane               |
| Plein Street                    | Enoch Sontonga             |
| Park Street                     | Bishop Desmond Tutu Street |
| Van Riebeeck                    | Chris Hani                 |
| Voortrekker (Hartbeesfontein)   | Eenheid Street             |
| Phelandaba Drive (Jouberton)    | Sylvia Benjamin            |
| Hennie de Necker (Orkney)       | Grace Mokhomo              |
| Van Rensburg Road (Stilfontein) | Unity Street               |
| Tackeray (Stilfontein)          | Winnie Mandela             |

## Personnalités locales
- Theophilus Dönges (1898-1968), homme politique et ministre, élu Président de l'Etat en 1968, né à Klerksdorp
- L'archevêque anglican Desmond Tutu (1931-2021), né près de Klerksdorp.
- Deon Meyer (né en 1958), journaliste et romancier de langue afrikaans, a passé son enfance à Klerksdorp.
- Petrus Cornelius Pelser (1907-1974), ministre de la justice et des prisons de 1966 à 1974, député de Klerksdorp (1953-1974).
- Amie Venter (1937-2012), ministre (1984-1994) et député à la chambre de l'assemblée du parlement pour la circonscription de Klerksdorp (1974-1994)
- Glenn Snyders (née en 1987), nageur néo-zélandais qui y a vécu jusque vers 12 ans
- Phil Masinga (née en 1969), footballeur professionnel international

### Maires de Klerksdorp
- Johannes Adriaan Neser (1860-1933), premier maire de 1904 à 1910 puis député (parti sud-africain) de Potchefstroom (1910-1915) et de Klerksdorp (1915-1920).
- Herbert Melville Guest (1853-1938), maire en 1910-1911
- Erasmus Jooste
- Jan Pieter Bertus Leemhuis, maire en 1948-1949